# Southbya organensis
Southbya organensis là một loài rêu trong họ Arnelliaceae. Loài này được Herzog mô tả khoa học đầu tiên năm 1949.